# 科达尔马
科达尔马（Kodarma），是印度贾坎德邦Kodarma县的一个城镇。总人口17160（2001年）。

## 人口
该地2001年总人口17160人，其中男性9130人，女性8030人；0—6岁人口2858人，其中男1516人，女1342人；识字率62.52%，其中男性为70.73%，女性为53.19%。